# Naso lopezi
Naso lopezi là một loài cá biển thuộc chi Naso trong họ Cá đuôi gai. Loài cá này được mô tả lần đầu tiên vào năm 1927.

## Từ nguyên
Loài cá này được đặt theo tên của G. A. Lopez, người thu thập mẫu vật của Cục Khoa học Philippines. Không rõ ông có phải là người thu thập mẫu vật của loài cá này hay không.

## Phạm vi phân bố và môi trường sống
N. lopezi có phạm vi phân bố rộng rãi ở Đông Ấn Độ Dương và Tây Thái Bình Dương. Loài cá này được tìm thấy từ biển Andaman, trải rộng sang phía đông đến vùng biển các nước Đông Nam Á (trừ Biển Đông và vịnh Thái Lan), Papua New Guinea và một đảo quốc thuộc châu Đại Dương; về phía bắc đến đảo Honshu (Nhật Bản); về phía nam đến rạn san hô Great Barrier và New Caledonia.
N. lopezi sống gần những rạn san hô và đá ngầm ở độ sâu khoảng từ 6 đến 70 m.

## Mô tả
Chiều dài cơ thể tối đa được ghi nhận ở N. lopezi là 60 cm. Cơ thể hình bầu dục thuôn dài, có màu lam xám, phần bụng nhạt màu hơn (gần như trắng). Nửa đầu trên và thân trên, cũng như vây đuôi, có nhiều đốm màu xám sẫm. N. lopezi không có sừng hay bướu ở trước trán. Có 2 phiến xương nhọn chĩa ra ở mỗi bên cuống đuôi, tạo thành ngạnh sắc. Đuôi cụt, có khía.
Số gai ở vây lưng: 6; Số tia vây ở vây lưng: 28 - 31; Số gai ở vây hậu môn: 2; Số tia vây ở vây hậu môn: 27 - 30; Số tia vây ở vây ngực: 17; Số gai ở vây bụng: 1; Số tia vây ở vây bụng: 3.

## Sinh thái
N. lopezi sống thành từng nhóm nhỏ, và có thể hợp thành đàn lên đến vài ngàn con, đôi khi các cá thể lẫn vào đàn của những loài Naso khác. Thức ăn chính của N. lopezi là các loài giáp xác và sứa lược; chúng cũng ăn các loại tảo và động vật thân mềm. Vào sáng sớm và chiều muộn, chúng kiếm ăn ở gần đáy biển, và vào lúc trưa và đầu chiều, chúng bơi lên tầng nước trên để kiếm ăn. Ở Philippines, người ta quan sát thấy N. lopezi hợp thành đàn từ vài trăm đến vài nghìn cá thể cùng kiếm ăn vào ban ngày.